# Choroby układowe tkanki łącznej
Choroby układowe tkanki łącznej (ang. connective tissue disease, CTD) – grupa zapalnych chorób o różnorodnej symptomatologii i o podłożu autoimmunologicznym, w których pierwotne zmiany patologicznie obejmują tkankę łączną. 
Dawna nazwa zapalnych chorób tkanki łącznej – kolagenozy sugerowała, że choroby te dotyczą tylko kolagenu, natomiast w rzeczywistości obejmują one także innych składników tkanki łącznej. Proces chorobowy często obejmuje, nie pojedyncze, lecz liczne narządy i układy organizmu, ze względu na to, że tkanka łączna wchodzi w ich skład.
Według podziału chorób reumatycznych opartej na klasyfikacji American Rheumatism Association (ARA) do układowych chorób tkanki łącznej należą:
- reumatoidalne zapalenie stawów (seropozytywne i seronegatywne)
- młodzieńcze idiopatyczne zapalenie stawów
- zespół antyfosfolipidowy
- toczeń rumieniowaty układowy
- twardzina układowa
- zapalenie wielomięśniowe / zapalenie skórno-mięśniowe
- zapalenia naczyń z martwicą
  - guzkowe zapalenie naczyń
  - eozynofilowe ziarniniakowe zapalenie naczyń
  - zapalenie naczyń z nadwrażliwości
  - ziarniniakowatość z zapaleniem naczyń
  - olbrzymiokomórkowe zapalenie tętnic
  - zapalenie tętnicy skroniowej
  - zapalenie tętnic Takayasu
  - choroba Kawasakiego
  - choroba Behçeta
  - mieszana krioglobulinemia
- zespół Sjögrena
- mieszana choroba tkanki łącznej
- zespoły nakładania
- polimialgia reumatyczna
- zapalenie tkanki tłuszczowej
- rumień guzowaty
- nawracające zapalenie chrząstek
- eozynofilowe zapalenie powięzi
- choroba Stilla dorosłych